# Valeriana sedifolia
Valeriana sedifolia är en kaprifolväxtart som beskrevs av D'urv. Valeriana sedifolia ingår i släktet vänderötter, och familjen kaprifolväxter. Inga underarter finns listade i Catalogue of Life.